# 阿克頓 (明尼蘇達州)
阿克頓（英語：Acton）是位於美國明尼蘇達州米克縣阿克頓鎮區的一個非建制地區。

## 歷史
阿克頓的郵局於1857年成立，其後於1904年停運。此地得名自加拿大安大略省同名市鎮。

## 地理
阿克頓所處的海拔為高於海平面361米（即1184英呎），而該地所採用的時區為UTC-6，即北美中部時區（CST）。同時該地設有夏令時間，為UTC-6調快一小時，即UTC-5（CDT）。